# Powiat Tiszaújváros
Powiat Tiszaújváros (węg. Tiszaújvárosi járás) – jeden z piętnastu powiatów komitatu Borsod-Abaúj-Zemplén na Węgrzech. Siedzibą władz jest miasto Tiszaújváros.

## Miejscowości powiatu Tiszaújváros
- Girincs
- Hejőbába
- Hejőkeresztúr
- Hejőkürt
- Hejőpapi
- Hejőszalonta
- Kesznyéten
- Kiscsécs
- Nagycsécs
- Nemesbikk
- Oszlár
- Sajóörös
- Sajószöged
- Szakáld
- Tiszapalkonya
- Tiszaújváros